# Phan Khải Quan
Phan Khải Quan (tiếng Trung: 潘启官; bính âm: Pān Qǐguān) (sinh 1714, mất ngày 10 tháng 01 năm 1788) là một nhà buôn Trung Hoa và là thành viên của gia đình công hàng buôn bán với người châu Âu ở Quảng Châu trong thời nhà Thanh (1644-1912). Ông sở hữu một nhà máy trong khu vực 30 nhà máy nơi hãng của ông được người Anh, người Thụy Điển, người triều đình và người Đan Mạch ưa chuộng.

## Tiểu sử
Gia đình Phan Khải Quan có nguồn gốc từ một ngôi làng đánh cá nghèo gần Chương Châu, sau đó cha của ông đã đưa cả nhà đến Quảng Châu. Ông có bảy người con trai, hai trong số đó làm nghề thương mại và cung cấp thông tin thị trường trà và lụa cho công ty Quảng Châu từ các bộ phận khác của Trung Quốc và Nhật Bản. Một người con trai thứ ba, Chih-hsiang, sau này kế nghiệp cha là người đứng đầu của công ty trong Quảng Châu.